# Ichneumon luteipes
Ichneumon luteipes é uma espécie de insetos himenópteros, mais especificamente de vespas pertencente à família Ichneumonidae.
A autoridade científica da espécie é Wesmael, tendo sido descrita no ano de 1855.
Trata-se de uma espécie presente no território português.